# جاك هدسون
جاك هدسون (بالإنجليزية: John Hudson)‏ (11 أكتوبر 1860 بشفيلد في المملكة المتحدة - 21 نوفمبر 1941 في المملكة المتحدة) هو لاعب كرة قدم بريطاني (وحمل سابقاً جنسية المملكة المتحدة لبريطانيا العظمى وأيرلندا) في مركز الدفاع. شارك مع منتخب إنجلترا لكرة القدم. أما مع النوادي، فقد لعب مع شيفيلد وينزداي وشيفيلد يونايتد ونادي شيفيلد وHeeley F.C. ‏ وBlackburn Olympic F.C. ‏.

## وصلات خارجية
- جاك هدسون على موقع قاعدة بيانات كرة القدم.إي يو (الإنجليزية)
- جاك هدسون على موقع ناشيونال فوتبول تيمز (الإنجليزية)